# José Pabón
José Alexander Pabón de la Cruz  (8 de agosto de 1991, Quito, Ecuador) es un futbolista ecuatoriano. Juega de mediocampista y su último equipo fue el Club Geinco. Es sobrino del histórico futbolista ecuatoriano Ulises de la Cruz.

## Clubes
| Club                  | País    | Periodo    | Liga PJ (G) | Sud. PJ (G) |
| --------------------- | ------- | ---------- | ----------- | ----------- |
| Liga de Quito         | Ecuador | 2005-2013  | 13 (0)      | 0 (0)       |
| CD El Nacional        | Ecuador | 2014- 2015 | 31 (0)      | 0 (0)       |
| Mushuc Runa SC        | Ecuador | 2016       | 11 (0)      | 0 (0)       |
| Técnico Universitario | Ecuador | 2017-2018  | 0 (0)       | 0 (0)       |
| Cumbayá Fútbol Club   | Ecuador | 2018-2019  |             |             |
| Club Geinco           | Ecuador | 2019-2020  |             |             |